# Gerhard J.D. Aalders H. Wzn
Gerhard Jean Daniël Aalders H. Wzn. (Rotterdam, 26 november 1914 - Baarn, 16 oktober 1987) was een Nederlands hoogleraar in de oude geschiedenis aan de Vrije Universiteit Amsterdam en onder meer lid van de Koninklijke Nederlandse Akademie van Wetenschappen. Hij werd begraven op de Nieuwe algemene begraafplaats in Baarn.

## Loopbaan
Aalders bezocht in zijn geboorteplaats het Marnix-gymnasium en behaalde aan het Haags Christelijk gymnasium zijn diploma. In 1933 ging hij klassieke letteren aan de Vrije Universiteit studeren en liep daar onder meer college bij R.H. Woltjer en A. Sizoo. Hij legde het kandidaats- en het doctoraalexamen (in 1940) cum laude af en ging les geven aan diverse gymnasia. In 1943 promoveerde Aalders bij professor Woltjer op Het derde boek van Plato's Leges. Hij diende in de jaren 1946-1950 als reserveofficier van de Zeven December Divisie in Nederlands-Indië.
Aalders werd in 1953 benoemd tot parttime-, in 1955 tot fulltime lector en in 1957 tot ordinarius in de oude geschiedenis en de Staatkundige Instellingen van de Grieken en Romeinen aan de Vrije Universiteit in Amsterdam. Hij doceerde tevens aan de Vrije Leergangen. Aalders was een internationaal gerenommeerd wetenschapper op het gebied van antieke politieke ideeën.

## Enkele publicaties
- 1943: Het derde boek van Plato's Leges, deel I, Prolegomena. (Proefschrift).
- 1951: (Samen met J. Wytzes): Bloemlezing uit Tacitus' annalen. Schooluitgave met commentaar.
- 1953: Totalitaire tendenzen in het oude Hellas. Rede uitgesproken bij zijn benoeming tot lector. (Ook verschenen in: Mensen en Machten, de rol van de grote mannen in de geschiedenis, 1954).
- 1957: Mensen als wij, en toch anders. Beschouwingen over het verstaan van de mensen uit de oudheid. Rede uitgesproken bij de aanvaarding van zijn hoogleraarschap.
- 1958: Tacitus: Historiae. Schooluitgave met commentaar.
- 1968: Die Theorie der gemischten Verfassung im Altertum.
- 1972: Political Thought and Political Programs in the Platonic Epistles, in: Entretiens sur l'Antiquité Classique XVIII.
- 1975: Political thought in Hellenistic Times.
- 1981: Echt-Grieks. Afscheidscollege over de Tweede sofistiek.
- 1982: Plutarch's Political Thought.
- 1983: Julianus de Afvallige. Het leven van een verbitterde keizer.
- 1984: Equality and Inequality of Man in Ancient Thought. (Commentarii Humanarum Litterarum 75).